# Joseph Fesch
Joseph Fesch (Ajaccio, 3 de enero de 1763 - Roma, 13 de mayo de 1839) fue un eclesiástico francés, emparentado con la familia materna de Napoleón Bonaparte, arzobispo de Lyon entre 1802-1836 y cardenal. También fue uno de los mayores coleccionistas de arte de su tiempo; entre sus mayores tesoros se contaba el hoy famoso San Jerónimo de Leonardo da Vinci (ahora en la Pinacoteca Vaticana), que encontró fragmentado en dos trozos.

## Biografía
Él era el hijo de François Fesch, oficial suizo al servicio de Génova, y Angela Maria Pietra-Santa, la viuda de Jean-Jerome Ramolino. Ella previamente tuvo una hija con Ramolino, Maria Laetitia, que sería la madre de Napoleón Bonaparte, por lo cual el cardenal Fesch fue tío del emperador.